# ЈУС-ов прст
ЈУС-ов прст је контролник који служи за испитивање безбедности објеката који су под електричним напоном. Објекти који су, по људе и животиње, под опасним електричним напоном додира и који могу изазвати смртне последице обавезно се ограђују одговарајућом оградом. Најчешће је то метална ограда са отворима. 
ЈУС-ов прст је зарубљена купа, висине 25 цм пречника на ужем врху 2,5 цм а на другој страни 5 цм, се производи од изолационих материјала, најчешће дрвета.
Испитивање се спроводи тако што се ЈУС-овим прстом симулира нечије гурање прста кроз ограду и при томе ЈУС-ов прст, који је наравно дужи од људских прстију, не сме да додирне ни ниједан део објекта који је под напоном.